# Ha Tae-kwon
Ha Tae-kwon o Ha Tae-Gwon (en hangul: 하태권; en hanja: 河泰權) (Hyung-Gye, Corea del Sud 1975) és un jugador de bàdminton sud-coreà, ja retirat, guanyador de dues medalles d'or.

## Biografia
Va néixer el 30 d'abril de 1975 a la ciutat de Hyung-Gye, població situada a Corea del Sud.

## Carrera esportiva
Va participar, als 21 anys, en els Jocs Olímpics d'Estiu de 1996 realitzats a Atlanta (Estats Units), on va aconseguir finalitzar cinquè en la competició masculina de dobles al costat de Gang Gyeong-Jin, aconseguint així un diploma olímpic. En els Jocs Olímpics d'Estiu de 2000 realitzats a Sydney (Austràlia) va aconseguir guanyar la medalla de bronze en la competició masculina de dobles al costat de Kim Dong-moon i va finalitzar novè en la competició de dobles mixts fent parella amb Jeong Jae-Hui. En els Jocs Olímpics d'Estiu de 2004 realitzats a Atenes (Grècia) aconseguí guanyar la medalla d'or en la competició de dobles masculins fent novament parella amb Dong-moon.
Al llarg de la seva carrera ha guanyat dues medalles en el Campionat del Món de bàdminton, entre elles una d'or.